# TORIENA
TORIENA（トリエナ、1993年3月21日 - ）は、日本の歌手、作詞家、作曲家、音楽プロデューサーである。北海道札幌市出身。東京都在住。本名非公開。

## 来歴
1993年3月21日、北海道札幌市に生まれる。中学校では吹奏楽部に所属し、チューバ、コントラバス、ベース・ギターを演奏した。高校生の頃は放送部に所属し、NHK杯全国高校放送コンテストのラジオドラマ部門で全国2位となった。その後、立命館大学に進学し、中国文学を学んだ。
大学の音楽サークルの先輩からチップチューンの音楽の制作に誘われたことをきっかけとして、ゲームボーイ用の音楽制作ソフトのLittle Sound Djを入手。京都府を拠点に、活動を開始した。2012年、音楽フェスティバルのBlip Festival Tokyoに出演する。2013年、NNNNNNNNNNと共に日本初のチップチューン専門レーベルのMADMILKY RECORDSを立ち上げる。2014年、アルバム『A.I COMPLEX』がリリースされた。大学卒業後、ウェブ・デザイナーの職に就いたが、音楽活動に専念するため、入社後3か月で退職した。2016年、初のヴォーカル・アルバム『FAKEBIT』がリリースされた。2017年、配信限定EP『MELANCOZMO』でトイズファクトリーからメジャー・デビューを果たした。2018年、初の全国流通アルバム『SIXTHSENSE RIOT』をMADMILKY RECORDSからリリースした。
2020年4月2日所属事務所の株式会社渋都市を退所し同日よりフリーランスで活動することが公式サイト・Instagram・Twitterなどで告知された。
自身が音楽に目覚めたきっかけとしてポケットモンスター金・銀の音楽を挙げている（NHKの深夜番組より）
2021年夏よりVroid StudioやVR Chat、自らデザインした3Dモデルを駆使しいわゆるVTuberモデルを自らの分身として暴力的にカワイイ！（暴カワ）などのオンラインクラブイベントなどに登場させている。（なおTORIENA本人はYouTubeで言うVTuber活動自体はしていない。）
アルバム「RAW」のティザームービーでも登場している。なおTORIENA作成の3Dモデルの名前は「LiLENA (リルエナ）」である。

## ディスコグラフィー

### アルバム
- Black Dance Hole（2012年10月28日）
- SPACE FUGITIVES（2013年7月27日）
- A.I COMPLEX（2014年8月1日）
- FAKEBIT（2016年1月12日）
- SIXTHSENSE RIOT（2018年10月17日）
- PURE FIRE （2020年9月16日リリース予定。）[16]
- TORIENA makes me smile （2021年9月20日） - 配信限定アルバム。
- RAW （2022年5日13日）[17]
- BLOOD DEBUG（2023年2月16日）[18]

### リミックスコンピレーションアルバム
- Diet Coke Remixes （2020年10月21日） - TORIENAの楽曲「Diet Coke」をMasayoshi Iimori・TeddyLoid・gu^2がリミックスをてがけている。

### リミックスアルバム
- THE IDOLM@STER

LIVE THE@TER PERFORMANCE Remix 02 Remixed by Giga & TORIENA　（2021年1月23日） - 元REOLのギガPとのリミックスアルバム。

### EP
- ORBIT（2012年4月24日）
- OVER SLEEP INSOMNIAC MAIDEN（2013年2月28日）
- Chip Brain Girl（2013年12月26日） - EP版とアルバム「FAKEBIT」版ではテンポやメロディが異なる。また歌詞に「BPM142」と書かれているが実際の音源のBPMは139である。
- MEME NOISE（2015年4月3日） (TORIENA feat. きゅんくん)
- POP NEGA POP（2016年9月11日）
- 解像度（2016年12月28日） (TORIENA × nagomu tamaki)
- 大江戸コントローラー（2017年2月8日） (Yunomi feat. TORIENA)
- MELANCOZMO（2017年8月21日）
- Double Vision（2019年7月25日）
- Brand new EDEN（2020年2月27日）
- デコイ（2021年5月26日）
- ♡GOKIGEN♡（2023年7月28日）

### シングル
- 4D RAVE ON（2014年4月24日）
- 来来点心（2017年8月4日） - アルバム「MELANCOZMO」のシングルカットで先行配信された。
- Cut my hair（2019年11月27日）
- Dive into the ZONe（2022年10月7日） [19]
- 世界の終わり（2024年2月24日）

### ゲスト参加
- Moe Moe（2018年3月15日） (Moe Shop)
  - 5. Notice
- SILENT PLANET: INFINITY（2018年11月28日） (TeddyLoid)
  - 9. Sleeping Forest (INFINITY)
- TRIBAL FRONTIER（2020年4月28日）
  - 12 Panic sale
- GHOST FOOD (feat. TORIENA) - 2021年7月30日　(Moe Shop)

### コンピレーション参加
- TREKKIE TRAX THE BEST 2012-2015（2016年3月16日）
  - 4. I'm dancing on the earth (Carpainter Chip Juke Remix) (TORIENA)
- COCOLO COLOR COMPI（2016年8月24日）
  - 8. FRACT△L (TORIENA)
  - 10. MY MELODY (ココカラコンピオールスターズ)
- 未来茶屋 Vol. 0（2019年1月12日）
  - 2. ゲームオーバー (Yunomi feat. TORIENA)[20]
- BeatmaniaIIDX 28 BISTROVER ORIGINAL SoundTrack
  - Chewingood!!!（GameSize）
  - Chewingood!!!（Long Version.）
- BeatmaniaIIDX 29 CastHour ORIGINAL SoundTrack[21]
  - 月とミルク（Game Size）
  - 月とミルク（Long Version）
- BeatmaniaIIDX 30 RESIDENT ORIGINAL SoundTrack[22]
  - めでてえ
  - CUE CUE RESCUE
  - CUE CUE RESCUE（Long EDIT）
- beatmania IIDX 31 EPOLIS ORIGINAL SOUNDTRACK[23]
  - 夏風邪デスコ
  - 夏風邪デスコ (long ver)
- 8BIT MUSIC POWER FINAL（2017年4月6日）
  - FUTURE DREAMER

## デモ音源提供
- 2020年8月19日KORGから発売のミュージックシーケンサー「Volca Sample」にデモ音源を提供。[24]

## ミュージック・ビデオ
- PULSE FIGHTER（2014年7月30日） (m7kenji x TORIENA)[25]
- KANDI PIXEL Z（2015年12月26日） (m7kenji x TORIENA)[26]
- 大江戸コントローラー（2017年2月1日） (Yunomi feat. TORIENA)[27]
- MELANCOZMO（2017年8月20日）[28]
- SHIBUYA DAYDREAMER (Short Version)（2018年3月13日）[29]
- Doping Life（2018年9月24日）[30]
- HI-NRG MONSTER（feat.nagomu tamaki）[31]
- Squish Time
- Break Me Down
- C.Q.C.
- Dive into the ZONe
- GOKIGEN NEKO SONG
- glory days

ただし上記の「HI-NRG MONSTER」はPVではなくTORIENAのYouTubeチャンネルの公式音源。

## 音楽提供
- Audio-Technica  サウンドバーガー - CM楽曲・SE制作。[32]

### コラボレーション
- GUNNAR（2014年）[注 2]
- KANDI PIXEL Z（2015年）[注 3]
- Dive into the ZONe（2022年） - サントリーフーズのエナジードリンク「ZONe」のオリジナルソング。作詞と作曲を担当。

### 楽曲提供
- 私立恵比寿中学『シュガーグレーズ』（2022年）
- ロボ子さん『glory days』（2023年）
- 絆のアリル - 作詞提供。

## 未音源化作品
- RAMEN - 下記の「ヒャダ×体育のワンルーム☆ミュージック」で披露された曲。
- Chewingood!!!（コナミ公式バージョン） - beatmaniaIIDX 28の収録曲紹介PV版は稼働版やCD版と異なるバージョンになっている。
- プラントシンドローム（Full Version） - 下記の崩壊のダンガンウォールへの提供曲。公開されているショートバージョンとは異なり2番の歌詞は未公開になっている。
- CUE CUE RESCUE（ロケテストバージョン） -　ロケテスト版と本稼働版ではアレンジが若干異なる。

また、ライブのみで披露されEP化されていない楽曲も多数存在する。

## ゲーム
- BUBBLE CH（2016年）[注 4]
- ピコラセテ（2016年）[注 5]
- ゲームオーバー feat.TORIENA マーベラスの音楽ゲーム「WACCA」に収録。
- Summer is over セガの音楽ゲーム「CHUNITHM(チュウニズム)」に収録。
- Chewingood!!! (2020年)　[注 6]
- 月とミルク（2021年） [注 7]
- めでてえ（2021年）  [注 8]
- CUE CUE RESCUE（2022年）  [注 9]
- 夏風邪デスコ（2023年）  [注 10]
- out of disk space（2023年）  [注 11]
- get set mind（2024年）[注 12]

### アプリケーション
- Pico^2 SPRITES（2014年）[注 13]
- 崩壊のダンガンウォール（2018年）[注 14]
- Triple Counter -STG Remix-（2020年）[注 15]
- Starry Road （2021年） - アプリケーション、ガオロードワールドに楽曲提供。

### TV出演
- 「ヒャダ×体育のワンルーム☆ミュージック」（NHKEテレ） - 2021年3月16日[33]
- バナナゼロ♪ミュージック（NHKEテレ）